# Fisklösen (Hällefors socken, Västmanland)
Fisklösen är en sjö i Hällefors kommun i Västmanland och ingår i Göta älvs huvudavrinningsområde.